# Prag–Karlovy Vary–Prag 1980
Prag–Karlovy Vary–Prag 1980 war die 51. Austragung des ältesten und längsten tschechischen Eintagesrennens Prag–Karlovy Vary–Prag. Es fand am 13. September über 262 Kilometer statt.

## Rennverlauf
106 Fahrer aus drei Ländern stellten sich dem Starter. Darunter waren die Nationalmannschaften im Straßenradsport aus der Tschechoslowakei, Polen und der DDR. Der Kurs führte von der Hauptstadt Prag in den Kurort Karlovy Vary und zurück. Das Rennen war Bestandteil des Großen Preises der sozialistischen Länder im Straßenradsport, der in mehreren Eintagesrennen in drei Ländern ausgefahren wurde. Bereits nach 40 Kilometern bildete sich eine Spitzengruppe mit dem späteren Sieger Teodor Černý, die am Wendepunkt in Karlovy Vary bereits sieben Minuten Vorsprung hatte. Im Verlauf des Rennens konnten noch fünf Fahrer zur Spitze aufschließen. Im Finale setzten sich Teodor Černý und Thomas Barth ab, auf den letzten Kilometern fuhr Černý dann als Solist ins Ziel.
|      | Fahrer             | Verein           | Zeit (h)    |
| ---- | ------------------ | ---------------- | ----------- |
| 0 1. | Teodor Černý       | Tschechoslowakei | 6:39:50 h   |
| 02.  | Thomas Barth       | DDR              | + 00:01 min |
| 03.  | Lechosław Michalak | Polen            | + 04:55 min |
| 04.  | Andreas Petermann  | DDR              | + 04:57 min |
| 05.  | Karel Randak       | Tschechoslowakei | + 04:57 min |
| 06.  | Jaroslav Fojt      | Tschechoslowakei | + 04:57 min |
| 0 …  |                    |                  |             |